# Karel Neffe (remero, 1948)
Karel Neffe (6 de julio de 1948-13 de febrero de 2020) fue un deportista checoslovaco que compitió en remo. Su hijo Karel compitió en el mismo deporte.
Participó en tres Juegos Olímpicos de Verano entre los años 1972 y 1980, obteniendo una medalla de bronce en Múnich 1972 en la prueba de cuatro con timonel. Ganó tres medallas en el Campeonato Mundial de Remo entre los años 1977 y 1982, y una medalla en el Campeonato Europeo de Remo de 1973.

## Palmarés internacional
| Juegos Olímpicos   | Juegos Olímpicos          | Juegos Olímpicos  | Juegos Olímpicos   |
| Año                | Lugar                     | Medalla           | Prueba             |
| ------------------ | ------------------------- | ----------------- | ------------------ |
| 1972               | Múnich (RFA)              | Medalla de bronce | Cuatro con timonel |
| Campeonato Mundial |                           |                   |                    |
| Año                | Lugar                     | Medalla           | Prueba             |
| 1977               | Ámsterdam (Países Bajos)  | Medalla de bronce | Dos con timonel    |
| 1978               | Cambridge (Nueva Zelanda) | Medalla de plata  | Dos con timonel    |
| 1982               | Lucerna (Suiza)           | Medalla de plata  | Cuatro con timonel |
| Campeonato Europeo |                           |                   |                    |
| Año                | Lugar                     | Medalla           | Prueba             |
| 1973               | Moscú (URSS)              | Medalla de bronce | Cuatro con timonel |